# 摩伦汗
摩伦汗（1437年—1466年），名为脱谷思蒙克，脱脱不花的长子，蒙古君主，第31代蒙古大汗。
明景泰三年（1452年），父亲脱脱不花被外祖父沙不丹杀害时，他被沙不丹留下没杀害。后来被送到「往流」诸部的毛里孩处。明成化元年（1465年），他弟弟马儿古儿吉思被权臣孛来杀死，脱谷思蒙克继承了汗位。然而，他像他弟弟一样没有权力，太师毛里孩掌握大权。鄂尔多斯部的大臣孟克、哈答不花（和托卜罕）挑拨摩伦汗和毛里孩的关系，称摩伦汗要加害毛里孩，毛里孩起初不信，但发觉摩伦汗发兵攻打後，设伏擒获摩伦汗，摩伦汗被杀。齐王孛鲁乃、少师阿罗出以为大汗报仇为名，杀死了毛里孩。之后近十年，蒙古混战，大汗之位空缺，直到明成化十一年（1475年），满都鲁继位。